# Xã Black, Quận Posey, Indiana
Xã Black (tiếng Anh: Black Township) là một xã thuộc quận Posey, tiểu bang Indiana, Hoa Kỳ. Năm 2010, dân số của xã này là 9.450 người.